# Ruig haarmos
Ruig haarmos (Polytrichum piliferum) is een soort uit het geslacht haarmos (Polytrichum).
Het is een algemene, kosmopolitische soort die voornamelijk voorkomt in droge heide en uitzonderlijk goed bestand is tegen uitdroging en hoge temperaturen.

## Etymologie en naamgeving
De botanische naam Polytrichum is afkomstig uit het Oudgriekse πολύς, polus (veel), en θρίξ, thrix (haar), naar het dicht behaarde huikje.
De soortaanduiding piliferum stamt van het Latijnse pilus (haar) en ferre (dragen), naar de duidelijk zichtbare glasharen op de top van de blaadjes.

## Determinatie
Ruig haarmos is een topkapselmos dat losse, dikwijls ijle zoden vormt met groene tot roodbruine, tot 5 cm lange, rechtopstaande, onvertakte, draadvormige stengels. De stengelblaadjes zijn 3–5 mm lang, smal lancetvormig, aan de basis lichter gekleurd en stengelomvattend, en eindigend op zwak getande, met het blote oog zichtbare glasharen. De bladrand is 5–8 cellen breed, gaafrandig en meestal omgeslagen.
De blaadjes hebben allerlei aanpassingen die ze moeten beschermen tegen de droogte. Het middendeel van de bladschijf is aan de bovenzijde doorschijnend, waardoor licht in het blad doordringt en voor fotosynthese kan zorgen. Het licht wordt vervolgens door de dikwandige cellen aan de onderzijde van het blad weerkaatst, waardoor de opwarming beperkt blijft. De lange glasharen helpen de plant bij het opvangen van water. Bij vochtig weer staan de blaadjes alzijdig afstaand, bij droogte plooien ze zich opwaarts rond de stengel. Deze aanpassingen stellen de plant in staat te overleven bij temperaturen tot 70 °C.
Ruig haarmos is een tweehuizige plant. De mannelijke planten ontwikkelen felrode antheridiënbekers of perigoniën, bekend als 'achterlichtjes'.
De sporofyt bestaat uit een sporenkapsel of sporogoon op een stevige, tot 3 cm lange, roodbruine kapselsteel. De sporogonen zijn kort, bijna kubusvormig, met vier overlangse ribben, en gaan bij rijpheid knikken. Jonge sporenkapsels worden bedekt door een puntig, vuilwit tot bruin behaard huikje.

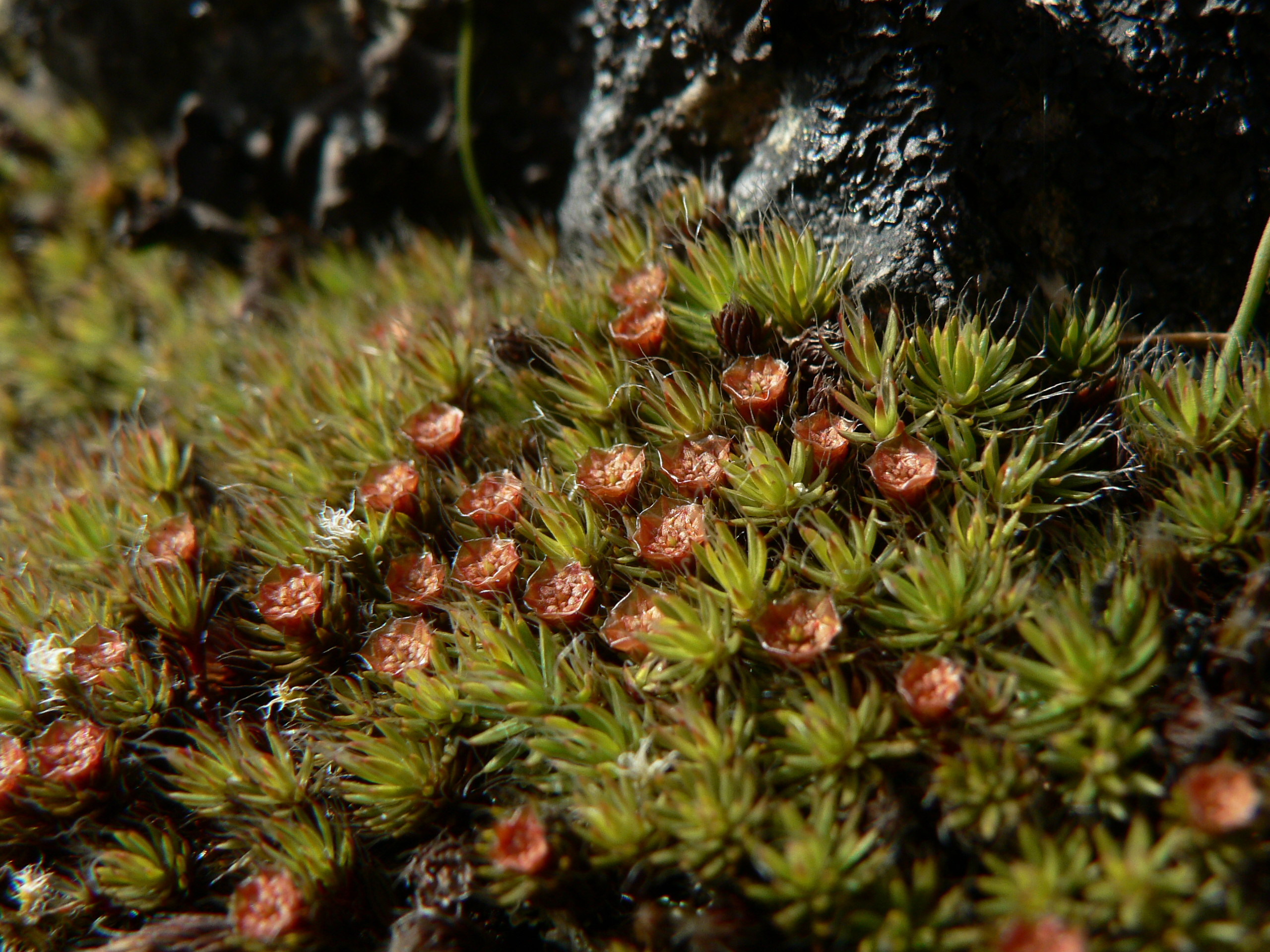
Ruig haarmos met antheridiënbekers
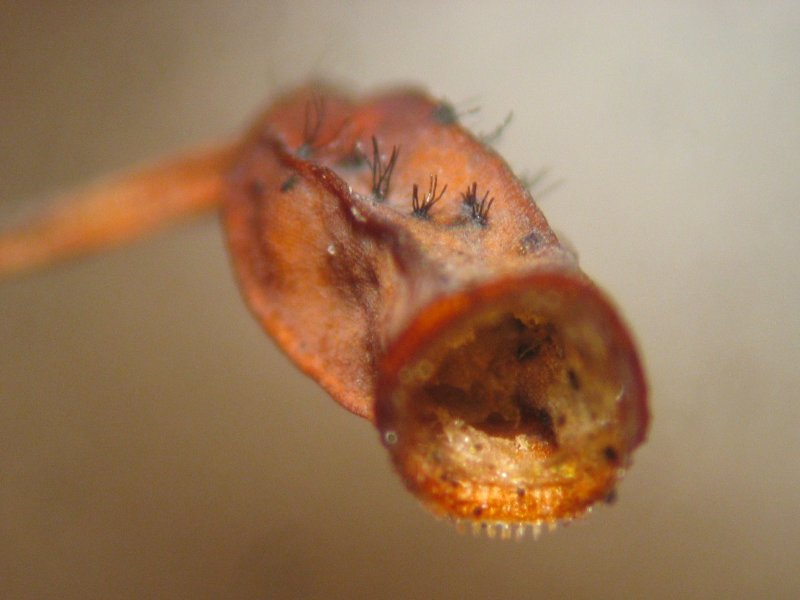
Ruig haarmos, detail sporogoon
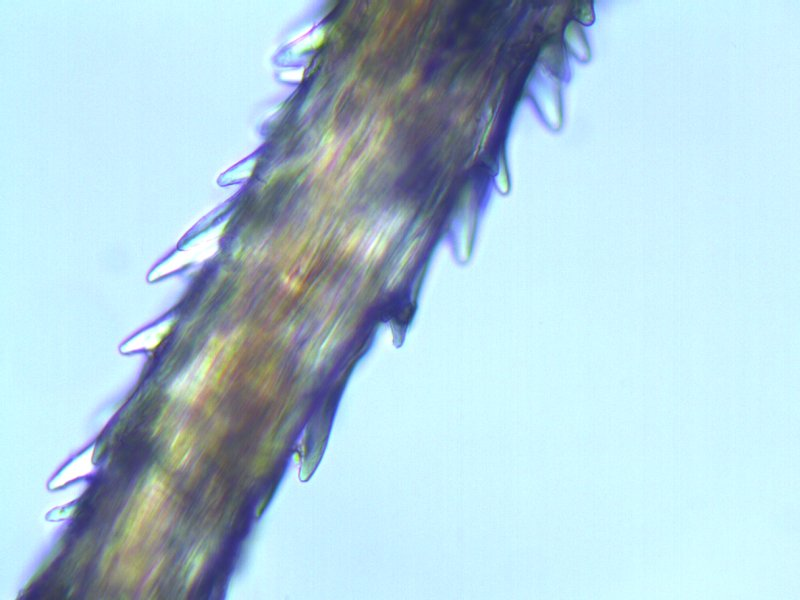
Ruig haarmos, detail glashaar

## Ecologie
Ruig haarmos is een pioniersoort die uitgestrekte zoden op open plaatsen op droge tot licht vochtige, kalkarme bodems, voornamelijk in droge vochtige heide, duinen en zandverstuivingen, maar ook wel op schrale bermen, zandige bospaden, brandplaatsen, droge alpiene toendra, puinkegels en morenes, en in de Lage Landen vaak op industrieterreinen en spoorwegemplacementen. Vaak in het gezelschap van echt zandhaarmos (P. juniperinum), grijs kronkelsteeltje (Campylopus introflexus) en Cladonia-soorten.

### Syntaxonomie
In de syntaxonomie staat ruig haarmos te boek als kensoort voor het buntgras-verbond (Corynephorion). Verder is het in Nederland een belangrijke differentiërende soort voor de associatie van struikhei en stekelbrem (Genisto anglicae-Callunetum) ten opzichte van andere associaties binnen het verbond van struikhei en kruipbrem.
Het is tevens een indicatorsoort voor struisgrasvegetatie (ha) subtype buntgras-verbond, een karteringseenheid in de Biologische Waarderingskaart (BWK) van Vlaanderen en het Brussels Hoofdstedelijk Gewest.

## Verspreiding
Ruig haarmos is algemeen en kent een kosmopolitische verspreiding, met inbegrip van Antarctica.
... · P. alpinum (berghaarmos) · P. commune (gewoon haarmos) · P. commune for. fastigiatum (gewoon haarmos vertakt) · P. commune var. humile (doorgroeid haarmos) · P. commune var. perigoniale (gedeukt haarmos) · P. formosum (fraai haarmos) · P. formosum for. fastigiatum (fraai haarmos vertakt) · P. juniperinum (echt zandhaarmos) · P. juniperinum var. affine (veenhaarmos) · P. longisetum (gerand haarmos) · P. piliferum (ruig haarmos) · P. uliginosum (bulthaarmos) · ...